# 218 Bianca
218 Bianca este un asteroid din centura principală, descoperit pe 4 septembrie 1880, de Johann Palisa.